# Dammartin-Marpain
Dammartin-Marpain là một xã của tỉnh Jura, thuộc vùng Bourgogne-Franche-Comté, miền đông nước Pháp.